# Goonallica ilonkae
Goonallica ilonkae är en fjärilsart som beskrevs av Dioszeghy 1922. Goonallica ilonkae ingår i släktet Goonallica och familjen nattflyn. Inga underarter finns listade i Catalogue of Life.